# NO RETURN LOVE
NO RETURN LOVE（ノー・リターン・ラブ）はZYYGの4thシングル。

## 作品解説
後藤康二（ギター）、藤本健一（ドラム）加入後のシングルであり、シングルとしては栗林誠一郎在籍時ラスト。グンゼ「YG」のCMソング。これを機に、バンドとしては、「COUNT DOWN TV」などに出演する機会が増えつつあった。ジャケットは、工場周辺で撮影したものであり、後に、アルバム「GO-WILD」でも、ほぼ同じ場所で撮影されている。

## 収録トラック
1. NO RETURN LOVE
作詞:高山征輝 作曲･編曲:栗林誠一郎
2. Over the black fence
作詞:高山征輝 作曲･編曲:栗林誠一郎
3. NO RETURN LOVE(inst.)
4. Over the black fence(inst.)